# Don Sannella
Don Sannella es un informático teórico británico y académico del área de ciencias de la computación en el Laboratory for Foundations of Computer Science de la Universidad de Edimburgo, Escocia. Sus investigaciones incluyen especificaciones algebraicas y métodos formales de desarrollo de software, correctitud de sistemas modulares, programación funcional, y certificación de recursos para mobile code. Es además editor en jefe de la revista científica Theoretical Computer Science.